# Nor-Am Cup 2014
La Nor-Am Cup 2014 è stata la 37ª edizione della  manifestazione organizzata dalla Federazione Internazionale Sci. È iniziata a Loveland negli Stati Uniti per gli uomini il 23 novembre 2013 e per le donne il 2 dicembre, in entrambi i casi con un slalom gigante. La competizione si è conclusa il 16 marzo: per gli uomini a Calgary, in Canada, con uno slalom speciale e per le donne a Nakiska, ancora in Canada, con uno slalom gigante.
In campo maschile sono state disputate 28 delle 29 gare in programma (4 discese libere, 5 supergiganti, 8 slalom giganti, 8 slalom speciali, 3 supercombinate), in 7 diverse località. Lo statunitense Ryan Cochran-Siegle si è aggiudicato la classifica generale; i suoi connazionali Bryce Bennett e Colby Granstrom hanno vinto rispettivamente quelle di discesa libera e di slalom speciale, i canadesi Tyler Werry, Dustin Cook ed Erik Read rispettivamente quelle di supergigante, di slalom gigante e di combinata. Lo statunitense Jared Goldberg era il detentore uscente del trofeo generale.
In campo femminile sono state disputate 28 delle 29 gare in programma (4 discese libere, 5 supergiganti, 8 slalom giganti, 8 slalom speciali, 3 supercombinate), in 7 diverse località. La canadese Madison Irwin si è aggiudicata sia la classifica generale, sia quella di combinata (a pari merito con la connazionale Mikaela Tommy); le statunitensi Katie Ryan, Abby Ghent e Lila Lapanja hanno vinto rispettivamente quelle di discesa libera, di supergigante e di slalom speciale, la canadese Candace Crawford quella di slalom gigante. La statunitense Megan McJames era la detentrice uscente del trofeo generale.

## Uomini

### Risultati
| Data             | Località         | Nazione     | Spec. | Primo               | Secondo             | Terzo               |
| ---------------- | ---------------- | ----------- | ----- | ------------------- | ------------------- | ------------------- |
| 23 novembre 2013 | Loveland         | Stati Uniti | GS    | Philipp Schörghofer | Luca De Aliprandini | Tyler Werry         |
| 24 novembre 2013 | Loveland         | Stati Uniti | GS    | Dustin Cook         | Luca De Aliprandini | Brennan Rubie       |
| 25 novembre 2013 | Loveland         | Stati Uniti | SL    | Jonathan Nordbotten | Michael Janyk       | Will Brandenburg    |
| 26 novembre 2013 | Loveland         | Stati Uniti | SL    | Jonathan Nordbotten | David Chodounsky    | Michael Janyk       |
| 11 dicembre 2013 | Copper Mountain  | Stati Uniti | DH    | Natko Zrnčić-Dim    | Jared Goldberg      | Bryce Bennett       |
| 12 dicembre 2013 | Copper Mountain  | Stati Uniti | DH    | Natko Zrnčić-Dim    | Bryce Bennett       | Jared Goldberg      |
| 13 dicembre 2013 | Copper Mountain  | Stati Uniti | SC    | Natko Zrnčić-Dim    | Bryce Bennett       | Nick Daniels        |
| 13 dicembre 2013 | Copper Mountain  | Stati Uniti | SG    | Tyler Werry         | Bryce Bennett       | Andreas Strodl      |
| 14 dicembre 2013 | Copper Mountain  | Stati Uniti | SG    | Nick Daniels        | Jared Goldberg      | Natko Zrnčić-Dim    |
| 17 dicembre 2013 | Vail             | Stati Uniti | SL    | Will Brandenburg    | Colby Granstrom     | Sasha Zaitsoff      |
| 18 dicembre 2013 | Vail             | Stati Uniti | SL    | Will Brandenburg    | Will Gregorak       | Nolan Kasper        |
| 19 dicembre 2013 | Vail             | Stati Uniti | GS    | Dustin Cook         | Mark Engel          | David Chodounsky    |
| 20 dicembre 2013 | Vail             | Stati Uniti | GS    | Nick Cohee          | Morgan Megarry      | Michael Ankeny      |
| 3 febbraio 2014  | Stowe            | Stati Uniti | GS    | Brennan Rubie       | Sasha Zaitsoff      | Ryan Cochran-Siegle |
| 4 febbraio 2014  | Stowe            | Stati Uniti | GS    | Brennan Rubie       | Dustin Cook         | Ford Swette         |
| 5 febbraio 2014  | Stowe            | Stati Uniti | SL    | Brad Spence         | Colby Granstrom     | Espen Lysdahl       |
| 6 febbraio 2014  | Stowe            | Stati Uniti | SL    | Colby Granstrom     | Brad Spence         | Tim Kelley          |
| 11 febbraio 2014 | Mont-Sainte-Anne | Canada      | DH    | Jeffrey Frisch      | Dustin Cook         | Ryan Cochran-Siegle |
| 12 febbraio 2014 | Mont-Sainte-Anne | Canada      | DH    | Jeffrey Frisch      | Dustin Cook         | Ryan Cochran-Siegle |
| 13 febbraio 2014 | Mont-Sainte-Anne | Canada      | SG    | Jeffrey Frisch      | Ryan Cochran-Siegle | Tyler Werry         |
| 14 febbraio 2014 | Mont-Sainte-Anne | Canada      | SC    | Erik Read           | Alexander Köll      | Will Gregorak       |
| 14 febbraio 2014 | Mont-Sainte-Anne | Canada      | SG    | annullata           | annullata           | annullata           |
| 11 marzo 2014    | Nakiska          | Canada      | GS    | Ryan Cochran-Siegle | Dustin Cook         | Tyler Werry         |
| 12 marzo 2014    | Nakiska          | Canada      | GS    | Ryan Cochran-Siegle | Brennan Rubie       | Trevor Philp        |
| 13 marzo 2014    | Nakiska          | Canada      | SC    | Trevor Philp        | Will Brandenburg    | Mark Engel          |
| 13 marzo 2014    | Nakiska          | Canada      | SG    | Dustin Cook         | Ryan Cochran-Siegle | Phil Brown          |
| 14 marzo 2014    | Nakiska          | Canada      | SG    | Morgan Pridy        | Jeffrey Frisch      | Jared Goldberg      |
| 15 marzo 2014    | Calgary          | Canada      | SL    | Colby Granstrom     | Dave Ryding         | Espen Lysdahl       |
| 16 marzo 2014    | Calgary          | Canada      | SL    | Espen Lysdahl       | Jonathan Nordbotten | Dave Ryding         |

Legenda:

DH = discesa libera

SG = supergigante

GS = slalom gigante

SL = slalom speciale

SC = supercombinata

### Classifiche

#### Generale
| Pos. | Nome                | Nazione     | Punti |
| ---- | ------------------- | ----------- | ----- |
| 1    | Ryan Cochran-Siegle | Stati Uniti | 989   |
| 2    | Dustin Cook         | Canada      | 929   |
| 3    | Tyler Werry         | Canada      | 771   |
| 4    | Natko Zrnčić-Dim    | Croazia     | 574   |
| 5    | Erik Read           | Canada      | 571   |
| 6    | Bryce Bennett       | Stati Uniti | 546   |
| 7    | Will Brandenburg    | Stati Uniti | 468   |
| 8    | William St-Germain  | Canada      | 437   |
| 9    | Brennan Rubie       | Stati Uniti | 429   |
| 10   | Colby Granstrom     | Stati Uniti | 422   |

#### Discesa libera
| Pos. | Nome                | Nazione     | Punti |
| ---- | ------------------- | ----------- | ----- |
| 1    | Bryce Bennett       | Stati Uniti | 222   |
| 2    | Ryan Cochran-Siegle | Stati Uniti | 201   |
| 3    | Jeffrey Frisch      | Canada      | 200   |
| 3    | Natko Zrnčić-Dim    | Croazia     | 200   |
| 5    | Dustin Cook         | Canada      | 184   |

#### Supergigante
| Pos. | Nome                | Nazione     | Punti |
| ---- | ------------------- | ----------- | ----- |
| 1    | Tyler Werry         | Canada      | 260   |
| 2    | Dustin Cook         | Canada      | 249   |
| 3    | Ryan Cochran-Siegle | Stati Uniti | 240   |
| 4    | Jared Goldberg      | Stati Uniti | 192   |
| 5    | Bryce Bennett       | Stati Uniti | 180   |
| 5    | Jeffrey Frisch      | Canada      | 180   |

#### Slalom gigante
| Pos. | Nome                | Nazione     | Punti |
| ---- | ------------------- | ----------- | ----- |
| 1    | Dustin Cook         | Canada      | 472   |
| 2    | Brennan Rubie       | Stati Uniti | 390   |
| 3    | Ryan Cochran-Siegle | Stati Uniti | 345   |
| 4    | Tyler Werry         | Canada      | 298   |
| 5    | Erik Read           | Canada      | 241   |

#### Slalom speciale
| Pos. | Nome                | Nazione     | Punti |
| ---- | ------------------- | ----------- | ----- |
| 1    | Colby Granstrom     | Stati Uniti | 422   |
| 2    | Will Brandenburg    | Stati Uniti | 341   |
| 3    | Espen Lysdahl       | Norvegia    | 334   |
| 4    | Jonathan Nordbotten | Norvegia    | 306   |
| 5    | Brad Spence         | Canada      | 293   |

#### Combinata
| Pos. | Nome                | Nazione     | Punti |
| ---- | ------------------- | ----------- | ----- |
| 1    | Erik Read           | Canada      | 140   |
| 2    | Tyler Werry         | Canada      | 111   |
| 3    | Broderick Thompson  | Canada      | 106   |
| 4    | Bryce Bennett       | Stati Uniti | 102   |
| 5    | Ryan Cochran-Siegle | Stati Uniti | 100   |
| 5    | Trevor Philp        | Canada      | 100   |
| 5    | Natko Zrnčić-Dim    | Croazia     | 100   |

## Donne

### Risultati
| Data             | Località         | Nazione     | Spec. | Prima                     | Seconda                  | Terza                     |
| ---------------- | ---------------- | ----------- | ----- | ------------------------- | ------------------------ | ------------------------- |
| 2 dicembre 2013  | Loveland         | Stati Uniti | GS    | Nina Løseth               | Erin Mielzynski          | Marie-Pier Préfontaine    |
| 3 dicembre 2013  | Loveland         | Stati Uniti | GS    | Marie-Michèle Gagnon      | Marie-Pier Préfontaine   | Nina Løseth               |
| 4 dicembre 2013  | Loveland         | Stati Uniti | SL    | Marie-Michèle Gagnon      | Michaela Kirchgasser     | Carmen Thalmann           |
| 5 dicembre 2013  | Loveland         | Stati Uniti | SL    | Marie-Michèle Gagnon      | Denise Feierabend        | Paula Moltzan             |
| 7 dicembre 2013  | Copper Mountain  | Stati Uniti | SG    | Marie-Pier Préfontaine    | Julia Roth               | Katie Hartman             |
| 8 dicembre 2013  | Copper Mountain  | Stati Uniti | SC    | Erin Mielzynski           | Marie-Pier Préfontaine   | Megan McJames             |
| 8 dicembre 2013  | Copper Mountain  | Stati Uniti | SG    | Erin Mielzynski           | Marie-Pier Préfontaine   | Katie Hartman             |
| 11 dicembre 2013 | Copper Mountain  | Stati Uniti | DH    | Katie Ryan                | Katie Hartman            | Jacqueline Wiles          |
| 12 dicembre 2013 | Copper Mountain  | Stati Uniti | DH    | Katie Ryan                | Julia Ford               | Katharine Irwin           |
| 15 dicembre 2013 | Vail             | Stati Uniti | GS    | Chloe Margrethe Fausa     | Paula Moltzan            | Kristine Gjelsten Haugen  |
| 16 dicembre 2013 | Vail             | Stati Uniti | GS    | Chloe Margrethe Fausa     | Kristine Gjelsten Haugen | Kristina Riis-Johannessen |
| 17 dicembre 2013 | Vail             | Stati Uniti | SL    | Kristina Riis-Johannessen | Hailey Duke              | Madison Irwin             |
| 18 dicembre 2013 | Vail             | Stati Uniti | SL    | Paula Moltzan             | Hailey Duke              | Lila Lapanja              |
| 3 febbraio 2014  | Sunday River     | Stati Uniti | GS    | Libby Gibson              | Paula Moltzan            | Kate Ryley                |
| 4 febbraio 2014  | Sunday River     | Stati Uniti | GS    | Taïna Barioz              | Candace Crawford         | Mikaela Tommy             |
| 5 febbraio 2014  | Sunday River     | Stati Uniti | SL    | Taïna Barioz              | Ève Routhier             | Lila Lapanja              |
| 6 febbraio 2014  | Sunday River     | Stati Uniti | SL    | Taïna Barioz              | Lila Lapanja             | Kristina Riis-Johannessen |
| 11 febbraio 2014 | Mont-Sainte-Anne | Canada      | DH    | Julia Ford                | Julia Roth               | Katie Ryan                |
| 12 febbraio 2014 | Mont-Sainte-Anne | Canada      | DH    | Katie Ryan                | Katharine Irwin          | Julia Roth                |
| 13 febbraio 2014 | Mont-Sainte-Anne | Canada      | SG    | Madison Irwin             | Katie Ryan               | Julia Roth                |
| 15 febbraio 2014 | Mont-Sainte-Anne | Canada      | SC    | Madison Irwin             | Mikaela Tommy            | Julia Roth                |
| 15 febbraio 2014 | Mont-Sainte-Anne | Canada      | SG    | annullata                 | annullata                | annullata                 |
| 11 marzo 2014    | Calgary          | Canada      | SL    | Resi Stiegler             | Lila Lapanja             | Roni Remme                |
| 12 marzo 2014    | Calgary          | Canada      | SL    | Resi Stiegler             | Brittany Phelan          | Lila Lapanja              |
| 13 marzo 2014    | Nakiska          | Canada      | SG    | Katie Ryan                | Jacqueline Wiles         | Anna Marno                |
| 14 marzo 2014    | Nakiska          | Canada      | SC    | Mikaela Tommy             | Madison Irwin            | Candace Crawford          |
| 14 marzo 2014    | Nakiska          | Canada      | SG    | Abby Ghent                | Jacqueline Wiles         | Katie Ryan                |
| 15 marzo 2014    | Nakiska          | Canada      | GS    | Candace Crawford          | Ève Routhier             | Anna Marno                |
| 16 marzo 2014    | Nakiska          | Canada      | GS    | Mikaela Tommy             | Anna Marno               | Resi Stiegler             |

Legenda:

DH = discesa libera

SG = supergigante

GS = slalom gigante

SL = slalom speciale

SC = supercombinata

### Classifiche

#### Generale
| Pos. | Nome                  | Nazione     | Punti |
| ---- | --------------------- | ----------- | ----- |
| 1    | Madison Irwin         | Canada      | 949   |
| 2    | Katie Ryan            | Stati Uniti | 726   |
| 3    | Candace Crawford      | Canada      | 699   |
| 4    | Anna Marno            | Stati Uniti | 691   |
| 5    | Mikaela Tommy         | Canada      | 659   |
| 6    | Julia Roth            | Canada      | 632   |
| 7    | Abby Ghent            | Stati Uniti | 569   |
| 7    | Lila Lapanja          | Stati Uniti | 569   |
| 9    | Julia Ford            | Stati Uniti | 563   |
| 10   | Chloe Margrethe Fausa | Norvegia    | 448   |

#### Discesa libera
| Pos. | Nome            | Nazione     | Punti |
| ---- | --------------- | ----------- | ----- |
| 1    | Katie Ryan      | Stati Uniti | 360   |
| 2    | Julia Ford      | Stati Uniti | 280   |
| 3    | Katharine Irwin | Stati Uniti | 235   |
| 4    | Julia Roth      | Canada      | 190   |
| 5    | Breezy Johnson  | Stati Uniti | 155   |

#### Supergigante
| Pos. | Nome          | Nazione     | Punti |
| ---- | ------------- | ----------- | ----- |
| 1    | Abby Ghent    | Stati Uniti | 256   |
| 2    | Katie Ryan    | Stati Uniti | 240   |
| 3    | Madison Irwin | Canada      | 237   |
| 4    | Anna Marno    | Stati Uniti | 196   |
| 5    | Julia Roth    | Canada      | 190   |

#### Slalom gigante
| Pos. | Nome                  | Nazione     | Punti |
| ---- | --------------------- | ----------- | ----- |
| 1    | Candace Crawford      | Canada      | 370   |
| 2    | Chloe Margrethe Fausa | Norvegia    | 308   |
| 3    | Ève Routhier          | Canada      | 288   |
| 4    | Anna Marno            | Stati Uniti | 269   |
| 5    | Kate Ryley            | Canada      | 256   |

#### Slalom speciale
| Pos. | Nome                      | Nazione     | Punti |
| ---- | ------------------------- | ----------- | ----- |
| 1    | Lila Lapanja              | Stati Uniti | 425   |
| 2    | Hailey Duke               | Stati Uniti | 312   |
| 3    | Kristina Riis-Johannessen | Norvegia    | 242   |
| 4    | Roni Remme                | Canada      | 232   |
| 5    | Madison Irwin             | Canada      | 228   |

#### Combinata
| Pos. | Nome             | Nazione | Punti |
| ---- | ---------------- | ------- | ----- |
| 1    | Madison Irwin    | Canada  | 180   |
| 1    | Mikaela Tommy    | Canada  | 180   |
| 3    | Candace Crawford | Canada  | 118   |
| 4    | Julia Roth       | Canada  | 105   |
| 5    | Erin Mielzynski  | Canada  | 100   |